# Anapu (ort)
Anapu är en ort i Brasilien.   Den ligger i kommunen Anapu och delstaten Pará, i den centrala delen av landet, 1 400 km norr om huvudstaden Brasília. Anapu ligger 59 meter över havet och antalet invånare är 20 493.
Terrängen runt Anapu är huvudsakligen platt. Anapu ligger nere i en dal.
I omgivningarna runt Anapu växer i huvudsak städsegrön lövskog. Runt Anapu är det mycket glesbefolkat, med 2 invånare per kvadratkilometer.